# Stachelbart-Verlag
Der Stachelbart-Verlag ist ein deutscher Kinderbuchverlag mit Sitz in Erlangen. 

## Geschichte
Der Verlag wurde 2010 von Anne-Therés Schneider gegründet und bringt jährlich drei bis fünf Neuerscheinungen auf den Markt. 

## Programm
Erklärtes Ziel sind „Bücher, die Kinder nicht mehr weglegen“, weil sie von Menschen erzählen, die es wirklich gibt oder gab und die echte Abenteuer erlebt haben, so fesselnd, dass Kinder nachts mit der Taschenlampe unter der Bettdecke weiterlesen. Die Bücher greifen Themen auf, über die man mit Kindern nur selten spricht: vom Sinn von Langeweile bis zu unheilbarer Krankheit und Behinderung. Bisher erfolgreichster Titel ist das Buch „Warum Vampire nicht gern rennen“ von Holm Schneider, dessen Helden „ein bisschen anders“ aussehen als die meisten.

## Autoren
- Frauke Angel
- Herbert Beckmann
- Julian Eibert
- Verena Freund
- Peter Guckes
- Christoph Güsken
- Michael Helmrich
- Petra Hillebrand
- Jana Pischang
- Priska Reis
- Ingeborg Rotach
- Holm Schneider
- Werner Siegert
- Sissi Stanek
- Frank Weniger
- Samuel Wiedmann